# 最上義秋
最上 義秋（もがみ よしあき）は、室町時代中期から戦国時代の出羽国の武将・大名。最上氏第6代当主。山形城城主。右馬助、右京大夫。修理大夫。

## 生涯
『寛政重修諸家譜』（寛政譜）などでは満家の三男で、兄・義春の養子、『後鑑』では義春の子としている。母は某氏。
兄弟について、『寛政譜』は、義春、頼宗、義秋の順に記述した上で、「今の呈譜、義春をもつて頼宗が弟とす」と別記している。
文明6年（1474年）、応仁の乱の最中に先代・義春の死去により家督を継ぐ。応仁の乱の一因として斯波義廉と斯波義敏の争いがあり、同族である最上氏は何らかの形で関与したと思われるが、その形跡はない。
文明12年（1480年）12月26日、死去（『寛政譜』は「今の呈譜二月」と別記している）。松岩芳公隣江院、あるいは隣江院殿松岩榮（栄）公。出羽国山形の松岩寺に葬られた。
中野満基（満家の弟。式部大輔）の子・満氏が養子となり、跡を継いだ。
弟（または息子）の義総は成沢氏に、義旦は杉山氏にそれぞれ分封された。満家の嫡男・頼宗の死と並び、何らかの政変があったとも考えられている。

## 羽州探題
「武家名目抄」の羽州探題の項に名を連ねており、「義春男義秋修理大夫文明十二年十二月廿六日卒」と記載されている。